# Carlsson & Broman
Carlsson & Broman var en svensk reklambyrå, aktiv under 1970- och 1980-talen.
Lars Börje Carlsson drev under 1960-talet Blomstrand & Carlsson tillsammans med Per Blomstrand. År 1969 lades Gunnar Bromans efternamn till företagsnamnet som blev Blomstrand, Carlsson & Broman, innan det kortades till Carlsson & Broman.
Under 1970-talet skapade Carlsson & Broman två stora alkoholvarumärken, Pripps Blå för Pripps Bryggerier och Absolut Vodka för Vin & Sprit. Under 1980-talet skapade byrån kampanjerna Cafe au Lait och Milk Energy för Mejerierna. Cafe au Lait lanserades 1985 och hade som syfte att få fler människor att ta mjölk i kaffet. Milk Energy lanserades 1988 och skulle öka mjölkdrickandet bland unga.
Blomstrand & Carlsson fick flera guldägg under 1960-talet. Byrån lyckades kamma hem tre guldägg under första halvan av 1970-talet, ett för Wasabröd och två för Arvid Nordqvist H.A.B.. Ytterligare ett guldägg för Boda Nova vanns 1984. Carlssons förpackning för Boda Nova fick även utmärkelsen Utmärkt Svensk Form.
År 1989 köptes byrån av DDB Needham och bytte namn till Carlsson & Broman DDB Needham. Gunnar Broman gick i pension efter några år. Snart tvingades byrån till nedskärningar. Ett samgående med den nya och framgångsrika byrån Paradiset diskuterades, men det slutade i januari 1993 med att DDB Needham köpte aktiemajoriteten i Paradiset och avvecklade Carlsson & Broman.
Bland tidigare anställda finns Hans Brindfors, som lämnade byrån för att grunda Brindfors Annonsbyrå (senare Lowe Brindfors). Även copywritern Lasse Collin har arbetat på Carlsson & Broman.